# Egidijus Baranauskas
Egidijus Baranauskas (* 2. Mai 1967 in Plungė) ist ein litauischer Jurist, Rechtsanwalt, Zivilrechtler und Professor.

## Leben
Bis 1994 absolvierte Baranauskas das Diplomstudium der Rechtswissenschaft an der Universität Vilnius und  promovierte er von 1998 bis 2002 an der Lietuvos teisės universitetas zum Thema der Pfändung (lit. Įkeitimo teisinis reguliavimas).
Von 1995 bis 1998 war er Anwaltsgehilfe an der 1. Rechtsanwaltskanzlei Vilnius, ab Mai 1998 Rechtsanwalt von Kanzlei „Baranauskas, Sinkevičius ir partneriai“. Ab 1998 war er an der Mykolas-Romeris-Universität als Assistent, Dozent, Lektor, Leiter des Lehrstuhls tätig. Von April 2009 bis 2012 war er Richter der Zivilkammer im Lietuvos Aukščiausiasis Teismas. Ab 2012 arbeitete er als Associate Partner bei der Wirtschaftsrecht-Rechtsanwaltskanzlei LAWIN. Seit 2014 ist er LAWIN-Partner.